# Premières Impressions (poème)
Ne doit pas être confondu avec Premières Impressions.
Premières Impressions est un poème d'Henri Michaux publié dans Passages en 1963.

## Poème
Ne m'étant pas, enfant, prêté à jouer avec le sable des plages (manque désastreux dont je devais me ressentir toute la vie), il m'est venu, hors d'âge, le désir de jouer et présentement de jouer avec les sons.
Oh!
Quelle étrange chose au début, ce courant qui se révèle, cet inattendu liquide, ce passage porteur, en soi, toujours et qui était.
On ne reconnaît plus d'entourage (le dur en est parti).
On a cessé de se heurter aux choses.
On devient capitaine d'un fleuve...
On est pris d'une étrange (et dangereuse) propension aux bons sentiments.
Tout est pente.
Les moyens déjà sont paradis.
On ne trouve pas les freins; ou pas aussi vite qu'on ne trouve le merveilleux...
On met en circulation une monnaie d'eau.
Comme une cloche sonnant un malheur, une note, une note n'écoutant qu'elle-même, une note à travers tout, une note basse comme un coup de pied dans le ventre, une note âgée, une note comme une minute qui aurait à percer un siècle, une note tenue à travers le discord des voix, une note comme un avertissement de mort, une note, cette heure durant m'avertit.
Dans ma musique, il y a beaucoup de silence.
Il y a surtout du silence.
Il y a du silence avant tout qui doit prendre place.
Le silence est ma voix, mon ombre, ma clef... signe sans m'épuiser, qui puise en moi.
Il s'étend, il s'étale, il me boit, il me consomme.
Ma grande sangsue se couche en moi.
Quand rien ne vient, il vient toujours du temps, du temps sans haut ni bas, du temps, sur moi, avec moi, en moi, par moi,
passant ses attends.
Le temps.
Le temps.
Je m'ausculte avec le
Temps.
Je me tâte.
Je me frappe avec le
Temps.
Je me séduis, je m'irrite...
Je me trame,
Je me soulève,
Je me transporte,
Je me frappe avec le
Temps...
Oiseau-pic.
Oiseau-pic.
Oiseau-pic.
Que fais-je ici?
J'appelle.
J'appelle.
J'appelle.
Je ne sais qui j'appelle.
Qui j'appelle ne sait pas.
J'appelle quelqu'un de faible,
quelqu'un de brisé,
quelqu'un de fier que rien n'a pu briser.
J'appelle.
J'appelle quelqu'un de là-bas,
quelqu'un au loin perdu,
quelqu'un d'un autre monde.
(C'était donc tout mensonge, ma solidité?)
J'appelle.
Devant cet instrument si clair,
ce n'est pas comme ce serait avec ma voix sourde.
Devant cet instrument chantant qui ne me juge pas,
qui ne m'observe pas,
perdant toute honte, j'appelle,
j'appelle,
j'appelle du fond de la tombe de mon enfance qui boude et
se contracte encore,
du fond de mon désert présent,
j'appelle,
j'appelle.
L'appel m'étonne moi-même.
Quoique ce soit tard, j'appelle.
Pour crever mon plafond surtout.
Pour briser l'étau peut-être, pour me noyer peut-être, me noyer sans m'étouffer, me noyer mes piques, mes distances, mon inaccessible.
Pour noyer le mal, le mal et les angles des choses, et l'impératif des choses, et le dur et le calleux des choses, et le poids et l'encombrement des choses, et presque tout des choses, sauf le passage des choses, sauf le fluide et la couleur et le parfum des choses, et le touffu et la complicité parfois des choses, et presque tout de l'homme, et tellement de la femme, et beaucoup, beaucoup de tout et de moi aussi,
beaucoup, beaucoup, beaucoup,
... pour que passe enfin mon torrent d'anges.
en paix, en fluide, me décompose.
Mes pierres, ma dent y décompose,
mon obstiné résistant y décompose
et m'étends à la peine des autres.
Lâchant tout respect humain,
je calme, je console, je guéris,
je ressuscite la morte,
j'ouvre les portes,
j'avance pour bénir,
je parle au nom de tous.
Arc-en-ciel.
Plus de procès.
Je plante l'arbre à pain.
Marquée par la cassure d'un mal profond, une mélodie, qui est mélodie comme un vieux lévrier borgne et rhumatisant est encore un lévrier, une mélodie,
Sortie peut-être du drame du microséisme d'une minute ratée dans une après-midi difficile,
une mélodie défaite, et retombant sans cesse en défaite,
Sans s'élever, une mélodie, mais acharnée aussi à ne pas céder tout à fait, comme retenu par ses racines braquées, le palétuvier bousculé par les eaux,
Sans arriver à faire le paon, une mélodie, une mélodie pour moi seul, me confier à moi, éclopée pour m'y reconnaître, sour en incertitude,
Indéfiniment répétée, qui lasserait l'oreille la plus acquiesçante, une mélodie pour radoter entre nous, elle et moi, me libérant de ma vraie bredouillante parole, jamais dite encore,
Une mélodie pauvre, pauvre comme il en faudrait au mendiant pour exprimer sans mot dire sa misère et toute la misère autour de lui et tout ce qui répond misère à sa misère, sans l'écouter,
Comme un appel au suicide, comme un suicide commencé, comme un retour toujours au seul recours : le suicide, une mélodie,
Une mélodie pour gagner du temps, pour fasciner le serpent, tandis que le front inlassé cherche toujours, vainement, son
Orient
Une mélodie...